# Hiroaki Kumon
Hiroaki Kumon (公文 裕明 Kumon Hiroaki?, nacido el 20 de octubre de 1966 en Kanagawa) es un exfutbolista japonés. Jugaba de defensa y su último club fue el Yokohama FC de Japón.

## Trayectoria

### Clubes
| Club               | País  | Año         |
| ------------------ | ----- | ----------- |
| Furukawa Electric  | Japón | 1989 - 1992 |
| Bellmare Hiratsuka | Japón | 1992 - 1998 |
| Yokohama FC        | Japón | 1999 - 2002 |

## Palmarés

### Títulos nacionales
| Título             | Club               | País  | Año  |
| ------------------ | ------------------ | ----- | ---- |
| Copa del Emperador | Bellmare Hiratsuka | Japón | 1994 |